# Elena Voinescu
Elena Voinescu (n. 1931, Naipu, Giurgiu – d. 2013, București) a fost o arhitectă de origine română, cunoscută în special pentru realizarea corpului nou al Universității de Arhitectură și Urbanism „Ion Mincu”, București. În plină epocă de dictatură, a reușit să elaboreze un proiect de o anvergură modernă, cu materiale de calitate, reușind să realizeze la nivel european o clădire reprezentativă pentru acest institut.

## Biografie
A urmat Liceul de Fete „Principesa Elena” din Brașov. Având talent la desen și matematică și o bună vedere în spatiu a decis să urmeze arhitectura.
În perioada 1939 și 1945 a urmat cursurile Facultății de Arhitectura din București.
A prezentat diploma în anul 1946, elaborată sub îndrumarea arhitectului Richard Bordenache.
S-a căsătorit în ultimul an de facultate, iar după primirea diplomei s-a mutat la Brașov.
Elena Voinescu a murit în 2013 la București și este înmormântată la Cimitirul Bellu.

## Activitate
În anul 1948 s-a angajat la Trustul Regional de Construcții, fiind singura posibilitate de a lucra într-un departament de proiectare în Brașov.
În 1955, Elena Voinescu s-a mutat la București unde s-a angajat în cadrul Institutului Proiect București (IPB). A lucrat în cadrul institutului 27 de ani până a ieșit la pensie.

## Lucrări
- Ateneul Popular din Brașov, actualul Teatrul „Sică Alexandrescu” din Brașov;[3]
- Proiect tehnico-economic al unei mari Grădini Zoologice din București, pe terenul cuprins între șoseaua Pantelimon și lacurile Fundeni și Pantelimon - lucrare neexecutată din lipsă de fonduri;
- Proiect pentru adăposturi pentru animale și păsări la Băneasa, actuala Grădină Zoologică;
- 1959 - Pavilionul pentru experimentarea pe animale, a transplantului de organe, în incinta Spitalului Fundeni - proiect în colaborare cu arhitecta Henrieta Delavrancea;

În cadrul atelierului Proiect București condus de arhitectul Tiberiu Ricci, urmat de arhitectul George Mularidis și Paul Focșa, a realizat în calitate de șef de proiect, următoarele lucrări: 
- sistematizarea și studiu tehnico-economic pentru Piața Unirii, proiect supervizat de arhitectul Nicolae Nedelescu - lucrare neexecutată;
- Policlinica de la parter și laboratorul de la demisolul blocului de locuințe de la intersecția str. Schitu Măgurele cu Str. Cobălcescu, București - continuare a proiectului arhitectei Cristina Neagu, șef proiect inițial;
- Bloc locuințe, la parter cu magazine și restaurant, în extinderea parterului pe Bulevardul 1 Mai, lângă Piața Domenii, București;
- Sistematizare Calea Griviței între Gara de Nord și Calea Victoriei (proiectul a fost aprobat și a servit la avizarea construcțiilor care s-au realizat în zonă, cuprinzând și străpungerea până la Piața Romană);
- Sistematizare și proiect de execuție pentru zona cuprinsă între Hotel „Nord” și Gara de Nord;
- 1970 - Extinderea Universității de Arhitectură și Urbanism „Ion Mincu”, București - ateliere de proiectare, cabinete profesori, sală de gimnastică, bufet studenți, sală de judecată proiecte și o sală mare de expoziție;
- Extindere Liceul „Ion Neculce” - săli de clasă și sală de gimnastică;
- Bloc locuințe la intersecția Bulevardul Dacia cu Str. Cristian Tell;
- Ansamblul de locuințe pe Bulevardul 1 Mai - cuprinde zona între Str. Turda și Piața Victoriei, la Nord-Est cuprinde Bulevardul 1 Mai, Str. Clucerului, Bulevardul Mareșal Alexandru Averescu și Bulevardul 1 Mai, Str. Delavrancea, Parcul Kiseleff;
- Ansamblul de locuințe P+4, cu garaj la subsolul blocurilor, pe Str. Aviator Maior Ștefan Sănătescu;

## Distincții
- Locul I -  Concurs de arhitectură pentru un spital în comuna Tohanu Vechi - lucrare neexecutată din lipsă de fonduri;
- Locul I -  Concursul pentru Ateneul Popular din Brașov, actualul Teatrul „Sică Alexandrescu” din Brașov  - proiectul i-a fost încredințat în calitate de șef de proiect și de urmărire a execuției lucrărilor. Proiectul ulterior a suferit modificări din punct de vedere estetic (construit într-o manieră modernă a trebuit adaptat la noua arhitectură socialistă) dar și funcțional (transformare din sală de concerte în sală de teatru);
- 1985 - Premiul Uniunii Arhitecților pentru ansamblul de locuințe din zona Bulevardului 1 Mai;[1]
- 2008 - Premiul de excelență „Opera Omnia” în cadrul Anualei de Arhitectură a Municipiului București;[4]